# Mala leche (película de 2003)
Mala leche es una película franco-española dirigida por Patrick Alessandrin y estrenada en el año 2003.

## Argumento
Un brillante estudiante de arquitectura con un prometedor futuro verá como su suerte cambia de un momento a otro. Debido a un cúmulo de casualidades, Simón Variot será atropellado por una de las personas a las que más odia en el mundo, Vincent Porel. Sin embargo las cosas no quedarán así, ya que Simón resucitará como el hijo recién nacido de su enemigo y se dedicará a hacerle la vida imposible como un bebé con muy mala leche. Vicente Porel es feliz con el nacimiento de su hijo desconociendo el calvario que se cierne sobre él: la venganza de Simón.